# Instituto Nacional de Técnica Aeroespacial

Diagrama do foguete sonda Inta-300, desenvolvido pelo INTA.

O Instituto Nacional de Técnica Aeroespacial (mais conhecido como INTA) é uma organização pública espanhola no âmbito do Ministério da Defesa, responsável pelos projetos de pesquisa, do espaço e da aviação, fundada em 1942 por Philip Lafita Babio, engenheiro naval, industrial e aeroespacial.
Realiza projetos de investigação, quer isoladamente quer em combinação com outras agências estatais, tanto nacionais e internacionais (CSIC, Universidades, NASA) e empresas privadas. É o responsável por programas de satélites científicos Minisat e Nanosat.
Desde a base de lançamento de foguetes sondas El Arenosillo tem trabalhado com vários tipos de foguetes suborbitais, como INTA-255 e INTA-300. Entre 1991 e 1999 trabalhou no desenvolvimento do Veículo Lançador de Satélites Capricórnio, que foi finalmente abandonado.
Satélites
- Intasat, lançado em 15 de novembro de 1974
- Minisat 01, lançado em  21 de abril de 1997
- Nanosat 01, lançado em  17 de dezembro de 2004
- Nanosat 1B, lançado em  29 de julho de 2009

## Dados
- Data do primeiro lançamento, o satélite Intasat em 1974.
- Capacidade tecnológica espacial da agência ou do país.
- Estações de Monitoramento: a Madrid Deep Space Communications Complex de Robledo de Chavela.
- Centro de lançamento: El Arenosillo em Huelva.
- Fabricacão de satélites.